# Злий хлопчик (оповідання)
«Злий хлопчик» (рос. Злой мальчик) — оповідання А. П. Чехова, вперше опубліковане у 1883 році.

## Історія
Оповідання А. П. Чехова «Злий хлопчик» написане в 1883 році, вперше надруковане у 1883 році у щотижневому літературно-художньому журналі «Осколки» (укр. Уламки) № 30 від 23 липня з заголовком «Поганий хлопчик» (Оповідання для маленьких дачників) і підписом «А. Чехонте», включене також до видання А. Ф. Маркса. Для зібрання творів Чехов скоротив твір, прибравши з нього сцену крадіжки хлопчиком варення і сцену за обідом.
За життя Чехова твір перекладався болгарською, німецькою, сербськохорватською, чеською, шведською мовами.
Описуючи оповідання, критик Л. Є. Оболенський зазначив у ньому сцени, що викривають аморальність і самодурство сімейного життя.

## Сюжет
Дія оповідання відбувається влітку на дачі. Молоді люди, Іван Іванович Лапкін і Ганна Семенівна Замблицька, гуляли і рибалили на березі річки. Поруч нікого не було і Лапкін відкрився дівчині: «Побачивши вас, я полюбив вперше, пристрасно полюбив!». Одночасно з освідченням у любові він давав дівчині поради, як правильно і коли смикати вудку. Раптом у Ганни Семенівни клюнуло, та невміло смикнула вудилище, риба зірвалася, в гонитві за рибою Лапкін ненавмисно схопив руку Ганни Семенівни і ненавмисно притиснув дівчину до губ. Та відсахнулася, але було пізно: «уста злилися в поцілунок». Цей момент не пройшов повз хлопчика Миколку, брата Анни Семенівни, що стояв поруч голий у воді. Він все бачив і «єхидно посміхався».
За один рубль хлопчик обіцяв нікому не говорити про побачене. Рубль він отримав, потім також отримав від Лапкіна фарби і м'ячик, запонки, коробочки. Це йому сподобалося і він став постійно спостерігати за молодими людьми. «Він погрожував доносом, спостерігав і вимагав подарунків; і йому все було мало, і врешті-решт він став говорити про кишеньковий годинник. І що ж? Довелося пообіцяти годинник».
Цієї ж осені Лапкін зробив Ганні Семенівні пропозицію одружитися, після чого вони розшукали Колю і дали йому прочуханки, відчуваючи при цьому «захопливе блаженство».